# پادشاه گیونگمیونگ
پادشاه گیونگمیونگ (۹۱۷ میلادی تا ۹۲۴ میلادی) (هانگول : 경명왕) (هانجا : 景明王) پنجاه و چهارمین پادشاه شیلا بود.
یک سال بعد از حکومت او شورش‌ها باعث شد سرزمینی جدید در محل قبلی گوگوریو به نام گوریو تشکیل شد و مناطقی از شیلا را در دست گرفت و گوریو به شیلا حمله کرد پادشاه گیونگمیونگ از تانگ تقاضای سرباز کرد اما تانگ درخواست شیلا را رد کرد گیونگمیونگ در سال ۹۲۴ میلادی و پس از ۷ سال حکومت از دنیا رفت.
در طول سلطنت شاه گیونگمیونگ ثروت ملی شیلا رو به کاهش بود، در واقع خاندان سلطنتی شیلا فقط بر مناطق اطراف سورابل (پایتخت) حکومت میکرد و بقیه مناطق توسط قدرت های محلی مانند گونگیه و گیونهوان تصرف شد. به ویژه شورش هیون سونگ که در سال ۹۱۸ رخ داد سرنوشت شیلا را بیشتر تسریع کرد.

## سلطنت
از آنجایی که شیلا تا زمان سلطنت شاه بعدی توانایی انجام عملیات نظامی مستقل را داشت به نظر میرسد که شورش خاندان کیم تا حد زیادی دلیل ناتوانی آن در ارائه حمایت از خانواده های نجیب در منطقه گیونگ سانگنام دو بوده است.

## فوت
پادشاه گیونگ میونگ پس از هفت سال سلطنت در ۹۲۴ میلادی فوت کرد، او را در شمال معبد هوانگ بوکسا به خاک سپردند.
پس از او برادرش گیون گائه بر تخت نشست.